# Kyjov
Kyjov (ˈkɪjof, in tedesco Gaya) è una città della Repubblica Ceca facente parte del distretto di Hodonín, in Moravia Meridionale. Fa parte della regione storica della Slovacchia morava.

## Geografia fisica

### Frazioni
I villaggi di Bohuslavice, Boršov e Nětčice sono uniti amministrativamente a Kyjov.

## Manifestazioni
Kyjov è famosa per un festival folk che ha luogo ogni quattro anni.